# Биатлон на зимней Универсиаде 2017
Соревнования по биатлону в рамках зимней Универсиады 2017 года прошли с 31 января по 7 февраля в казахстанском городе Алма-Ата, в лыжно-биатлонном комплексе «Алатау». Были разыграны 9 комплектов наград.

## Результаты

### Мужчины
| Дисциплина                                    | Золото                   | Серебро                  | Бронза                 |
| --------------------------------------------- | ------------------------ | ------------------------ | ---------------------- |
| 20 км индивидуальная гонка Финишный протокол  | Батист Жути Франция      | Сергей Корастылев Россия | Семён Сучилов Россия   |
| 10 км спринт Финишный протокол                | Семён Сучилов Россия     | Дмитрий Иванов Россия    | Роман Ерёмин Казахстан |
| 12,5 км гонка преследования Финишный протокол | Сергей Корастылев Россия | Дмитрий Иванов Россия    | Семён Сучилов Россия   |
| 15 км масс-старт Финишный протокол            | Батист Жути Франция      | Роман Ерёмин Казахстан   | Антон Пантов Казахстан |

### Женщины
| Дисциплина                                   | Золото                      | Серебро                     | Бронза                   |
| -------------------------------------------- | --------------------------- | --------------------------- | ------------------------ |
| 15 км индивидуальная гонка Финишный протокол | Алина Райкова Казахстан     | Галина Вишневская Казахстан | Надежда Белкина Украина  |
| 7,5 км спринт Финишный протокол              | Галина Вишневская Казахстан | Яна Бондарь Украина         | Анастасия Егорова Россия |
| 10 км гонка преследования Финишный протокол  | Надежда Белкина Украина     | Ольга Шестерикова Россия    | Лариса Куклина Россия    |
| 12,5 км масс-старт Финишный протокол         | Галина Вишневская Казахстан | Яна Бондарь Украина         | Лариса Куклина Россия    |

### Смешанные соревнования
| Дисциплина                                             | Золото                                                                          | Золото          | Серебро                                                                           | Серебро     | Бронза                                                                | Бронза         |
| ------------------------------------------------------ | ------------------------------------------------------------------------------- | --------------- | --------------------------------------------------------------------------------- | ----------- | --------------------------------------------------------------------- | -------------- |
| Смешанная Эстафета 2×6 км + 2×7,5 км Финишный протокол | Россия · Лариса Куклина · Ольга Шестерикова · Семён Сучилов · Сергей Корастылев | 1:14:37.8 (0+6) | Казахстан · Галина Вишневская · Дарья Усанова · Василий Подкорытов · Антон Пантов | +30.6 (1+9) | Украина · Надежда Белкина · Яна Бондарь · Максим Ивко · Артём Тищенко | +2:32.6 (1+11) |

## Медальный зачёт в биатлоне
| Место | Страна    | Золото | Серебро | Бронза | Всего |
| ----- | --------- | ------ | ------- | ------ | ----- |
| 1     | Россия    | 3      | 4       | 5      | 12    |
| 2     | Казахстан | 3      | 3       | 2      | 8     |
| 3     | Франция   | 2      | 0       | 0      | 2     |
| 4     | Украина   | 1      | 2       | 2      | 5     |
| Всего | Всего     | 9      | 9       | 9      | 27    |